# Гребля Відродження
«Гре́бля Відродження» (амх. ህዳሴ ግድብ Hidāse Gēdīb ), також відома як Гребля Тисячоріччя або Хідаська Гребля — гравітаційна гребля на річці Блакитний Ніл (Бенішангул-Гумуз, Ефіопія). Розташована приблизно за 40 км на схід від кордону з Суданом
20 лютого 2022 року гребля вперше виробила електроенергію, випустивши в мережу 375 МВт. Другу турбіну потужністю 375 МВт введено в експлуатацію у серпні 2022 року. Третю та четверту турбіни потужністю 400 МВт введено в експлуатацію у серпні 2024 року.

## Передмова
Можливе місце для Греблі Великого Ефіопського Ренесансу визначено Американським бюро меліорації (англ. United States Bureau of Reclamation) під час обстежень Блакитного Нілу, проведених в 1956—1964 роках. Уряд Ефіопії замовив дослідження щодо будівництва греблі у жовтні 2009 року. У листопаді 2010 року проект греблі було представлено. 31 березня 2011 року, наступного дня після того, як проект оприлюднено уклали контракт на 4,8 млрд дол. США. Головним підрядником з будівництва ГЕС на безконкурсній основі стала відома італійська фірма Salini Costruttori, яка розробила сам проект і провела розрахунки його техніко-економічного обґрунтування. Перший камінь у фундамент греблі закладено 2 квітня 2011 року прем'єр-міністром Ефіопії Мелесом Зенаві.. Також збудовано дробарки та злітно-посадкова смуга

## Проект
Гребля гравітаційного типу має 170 м заввишки, 1800 м завдовжки. Складаться з двох електростанцій, кожна має 8 × 350 МВт радіально-осьові турбіни. Дамба напорно-огороджувальна має 5 км завдовжки і 50 м заввишки. Водосховище має об'єм 63 млрд м³.